# Região Orinoquia da Colômbia
A Região Orinoquia é uma região geográfica da Colômbia e Venezuela, determinada pelas águas do rio Orinoco, também conhecida como Llanos Orientales. É uma região de intensa atividade pecuarista onde se realizaram importantes lutas durante a época da Independência colômbiana e venezolana. Culturalmente está habitada pelo llanero, individuo comum também aos Llanos venezolanos.

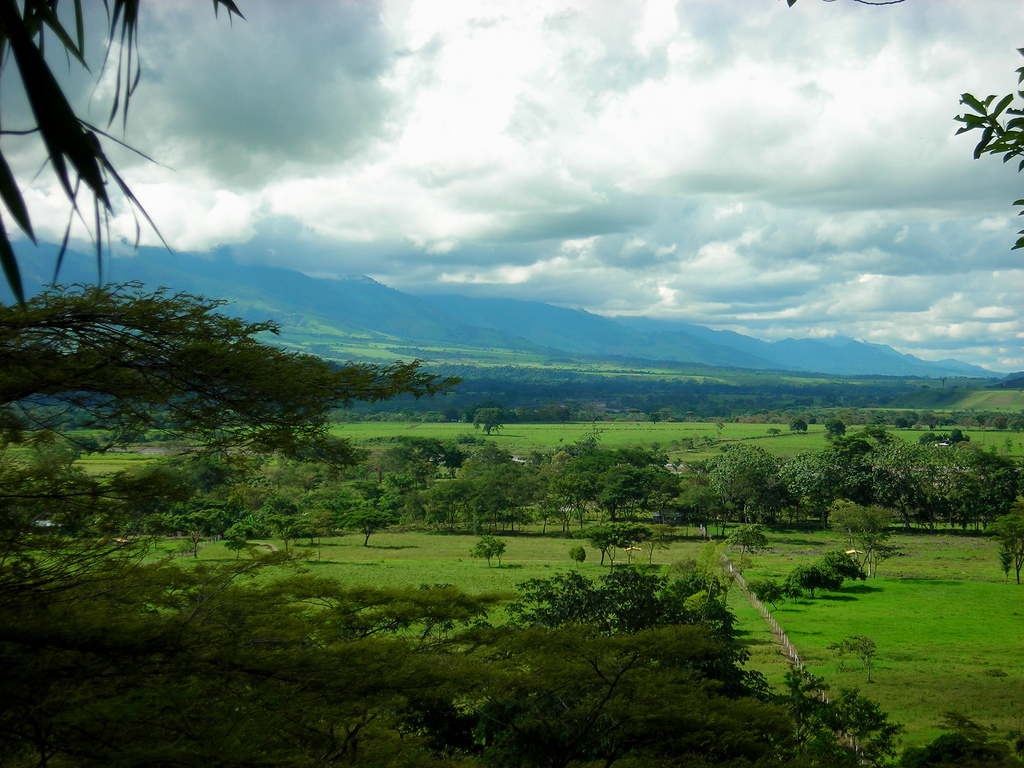
Os llanos orientais.

## Descrição
Há uma diferença que entre ambos termos: a Orinoquia faz referência à bacia hidrográfica do rio Orinoco, a qual se estende desde os Andes até selvas amazônicas (o mesmo rio Orinoco nasce na selva amazônica venezuelana); entretanto os Llanos se caracterizam por uma vegetação de estepes inundáveis e bosques de galeria.

## Subrregiões naturais
As sub-regiões naturais da Orinoquia colombiana são as seguintes:
- Piedemonte Llanero.
- Planícies do Meta.
- Planícies do Guaviare.
- Pântanos do Arauca.
- Serrania da Macarena.

## Departamentos e capitais
Os departamentos que tem território nos Llanos colombianos são:
- Arauca - Arauca
- Casanare - Yopal
- Meta - Villavicencio
- Vichada - Puerto Carreño
- Guainía - Puerto Inírida, cujo território sul pertence a Amazônia
- Guaviare - San José del Guaviare, sua capital se encontra em terreno llano, mas a maior parte do departamento é Amazônico.

## Cidades
As principais cidades dos Llanos Orientais são, em sua ordem: Villavicencio, a cidade capital do Departamento do Meta; Yopal, a cidade capital do Departamento do Casanare; Arauca, a cidade capital do Departamento de Arauca; San José del Guaviare, a capital do departamento de Guaviare; Puerto López, município do departamento do Meta; Tame, no departamento de Arauca; Aguazul, no departamento de Casanare, ao igual que Orocue; Puerto Carreño, a capital do departamento do Vichada; Puerto Inírida, a cidade capital do departamento de Guainía. Acacías; Meta.